# 龍千玉
江玉滿（1961年7月30日—），藝名龍千玉（英語：Linda Long），前藝名江玉琴，台灣女歌手，出生於基隆市中正區。以演唱華語專輯出道，1987年開始轉戰台語歌壇，獲有「情歌天后」稱號。其妹江志美、弟江志豐皆是歌手。

## 生平
龍千玉16歲出道，受鳳飛飛提攜進入歌壇。原以藝名「江玉琴」主唱華語歌，自從1987年改名「龍千玉」後開始轉戰台語歌壇。首張台語專輯《不如甭熟悉》並獲得巨大成功，其中《真心只愛你》、《風中的玫瑰》、《幸福之戀》、《輸人不輸陣》、《第三杯酒》等都成經典曲目。她亦是首位台灣女歌手遠赴歐洲拍攝音樂特輯，包括到法國巴黎、俄羅斯莫斯科、義大利威尼斯及日本等地取景。
2022年，龍千玉與妹妹江志美及弟弟江志豐，自創品牌瑞漾美妝保健（REYOUNG）。

## 音樂作品

### 專輯
| 年份         | 專輯名稱                      | 唱片公司 | 曲目 |
| ------------ | ----------------------------- | -------- | --- |
| 1979年       | 《南園春夢》                  | 月球唱片 | 曲目 1. 南園春夢 2. 當你陪在我身旁 3. 相思為了誰 4. 楓城之戀 5. 甜蜜的過去 6. 真愛 7. 人生的旅途 8. 盼望君回頭 9. 歸燕 10. 因為有了你 11. 珍惜 12. 這一代 |
| 1980年       | 《姻緣天註定》                | 月球唱片 | 曲目 1. 姻緣天註定 2. 深深祝福在心田 3. 毋忘今宵 4. 愛的希望 5. 一片真情意 6. 我倆的愛 7. 親情難忘 8. 傳情 9. 愛的溫暖 10. 親情何處尋 11. 愛詩篇篇 12. 心心永相連 |
| 1980年       | 《秘密》                      | 月球唱片 | 曲目 1. 秘密 2. 一朵流雲 3. 紅豆相思 4. 愛的人生 5. 秋思 6. 嘿 ! 不要打牌 7. 戀愛婚姻家庭 8. 柳堤情歌 9. 情深意濃 10. 秋來情更濃 11. 問你 12. 因為你要來 |
| 1981年       | 《不要離開我》                | 正麗唱片 | 曲目 1. 霧夜的明燈 2. 天涯海角 3. 恰想也是你 4. 不要離開我 5. 我望你等 6. 擱講嘛無卡紙 7. 不要離開我 8. 甘願跟你行 9. 霧夜的明燈 10. 總是想著你 11. 請君也保重 12. 雨聲無情你有情 |
| 1982年       | 《我比昨日更堅強》            | 聲佑唱片 | 曲目 1. 我比昨日更堅強 2. 你悄悄走過 3. 分離 4. 淚的友情 5. 愛在我心中 6. 孤兒淚 7. 玉琴的旋律 8. 我不敢開口 9. 分離不是我的錯 10. 人生的旅途 11. 夜已深深 12. 海浪 |
| 1986年       | 《為著一句話》                | 摩城唱片 | 曲目 1. 為著一句話 2. 愛情算什貨 3. 何時才知影 4. 媽媽在那裡 5. 斷魂嶺鐘聲淚 6. 苦海之女 7. 不如甭熟悉 8. 可愛的人再會啦 9. 何日君再來 10. 為著一句話(音樂) |
| 1987年       | 《不如甭熟悉》                | 豪記唱片 | 曲目 1. 不如甭熟悉 2. 歡喜跳一塊 3. 深深的愛 4. 漂浪的人生 5. 腳步 6. 爸爸是行船人 7. 變心的人 8. 不是我願意 9. 看無你 |
| 1987年       | 《愛已飄過》                  | 摩城唱片 | 曲目 1. 夢 ! 今夜出現你 2. 愛已飄過 3. 難分離 4. 分離不是我的錯 5. 愛的回憶 6. 愛的承諾 7. 不再擁有 8. 多雨的季節 9. 昨日戀情 10. 夢 ! 今夜出現你(音樂) |
| 1988年       | 《輸人不輸陣》                | 豪記唱片 | 曲目 1. 輸人不輸陣 2. 心事誰瞭解 3. 講正經 4. 探戈列車（1.心酸酸2.漂浪之女3.一顆流星4.慈母淚痕5.走馬燈6.青春悲喜曲7.孤戀花8.故鄉南都9.白牡丹10.月夜愁11.心內事無人知12.南都夜曲） 5. 鐵路邊 6. 純情玫瑰花 7. 誰人在酒醉 8. 什麼叫英雄 9. 現場秀（1.離別的月臺票2.最後的火車站3.河邊春夢4.無情的火車5.最後的一封信6.不如甭熟悉）                                                                                                   |
| 1989年       | 《總是愛忍耐》                | 豪記唱片 | 曲目 1. 總是愛忍耐 2. 寂寞的晚暝 3. 攀山又過嶺 4. 一串項鍊 5. 是你辜負我 6. 豪記名曲列車(1船過水無痕2風飛沙3唱袂煞4落山風5絕情風6愛拼才會贏) 7. 無情夢 8. 懷念的華爾滋 9. 互相甭相辭 10. 輸人不輸陣 11. 不如甭熟悉 12. 現場秀(1香港戀情2孤女的願望3內山姑娘要出嫁4命運的清紅燈5男子漢) |
| 1989年       | 《閩南語歌曲精選輯》          | 豪記唱片 | 曲目 1. 月夜歎 2. 夜夜為你來失眠 3. 為著十萬元 4. 廣東花 5. 港邊惜別 6. 流浪天涯三兄妹 7. 放浪小調 8. 思念故鄉 9. 港都戀歌 10. 愛的呼聲 11. 慈母淚痕 12. 再會呀港都 |
| 1989年       | 《臺灣古早歌》                | 豪記唱片 | 曲目 1. 日日春 2. 黃昏城 3. 王將 4. 雨中鳥 5. 無緣做鴛鴦 6. 野玫瑰 7. 日日春 8. 湯島白梅記 9. 可憐彼個小姑娘 10. 長崎蝴蝶姑娘 11. 運河悲喜曲 12. 姊妹愛 |
| 1990 年      | 《最難忘的人》                | 豪記唱片 | 曲目 1. 最難忘的人 2. 喝抹完的酒 3. 黃昏相思曲 4. 海中網 5. 六月天蓋棉被 6. 風雨瞑 7. 難忘的鳳凰橋 8. 賭氣 9. 相思花 10. 豪記名曲列車 (1.星星知我心2.懷春曲3.越山嶺4.請你默默聽5.可憐彼個小姑娘6.舊皮箱流浪兒7.媽媽請你也保重8.啊伊喔9.車頂美姑娘10.碼頭惜別11.十八姑娘一朵花12.寶島曼波) 11. 最難忘的人(卡拉OK) 12. 喝抹完的酒(卡拉OK)                                                                                           |
| 1991年       | 《心掛意無路用》              | 豪記唱片 | 曲目 1. 心掛意無路用 （台視媽祖過臺灣主題曲） 2. 情的鎖愛的磨 3. 第三杯酒 4. 孽情 5. 剖心肝的愛 6. 重逢的港口 7. 望你回心轉意 8. 留戀的腳步 9. 黃昏橋上 10. 養母淚 11. 求你原諒 12. 互相甭相辭 |
| 1992年       | 《愛你無惜代價》              | 豪記唱片 | 曲目 1. 愛你無惜代價 2. 半邊月 3. 一陣暴風雨 4. 絕情信 5. 悲情酒杯 6. 馬蘭之戀 7. 誠意吃水甜 8. 再相逢不是無可能 9. 為著情 10. 蘇州夜曲 11. 可愛的故鄉 12. 哀愁的風雨橋 |
| 1993年       | 《傷痕》                      | 豪記唱片 | 曲目 1. 傷痕 2. 酒桌 3. 相思戀 4. 酒輿情 5. 一醉萬事休 6. 旅途夜風 7. 未了緣 8. 給阮留一暗 9. 彼年的秋天 10. 鄉村小姑娘 11. 爸爸緊返來 12. 流浪天涯伴吉他 |
| 1994年       | 《鄉愁》                      | 豪記唱片 | 曲目 1. 鄉愁（天天開心主題曲） 2. 紅塵（乳母主題曲） 3. 愛情戲 4. 天長地久 5. 醉鴛鴦 6. 為錢賭生命 7. 希望你會知 8. 日日等夜夜夢 9. 期待出太陽 10. 流浪不是你名字 11. 送君路中 12. 咱二人的約會 13. 紅塵（卡拉） 14. 鄉愁（卡拉） |
| 1995年       | 《細挑輯》                    | 豪記唱片 | 曲目 1. 絕情夢 2. 玫瑰花 3. 霧 （龍千玉VS傅振輝） 4. 內心艱苦 5. 人生日正當中 6. 離開你的夢 7. 男性女性 8. 等待歸暝 9. 廟會 10. 面對現實 11. 戀痕 12. 心情曼波 |
| 1995年       | 《精選輯》                    | 豪記唱片 | 曲目 1. 輸人不輸陣 2. 不如甭熟悉 3. 半邊月 4. 黃昏相思曲 5. 傷痕 6. 海中網 7. 鄉愁 8. 心掛意無路用 9. 愛你無惜代價 10. 酒與情 11. 最難忘的人 12. 一串項鍊 |
| 1996年       | 《追情》                      | 豪記唱片 | 曲目 1. 追情 2. 多情 3. 甭擱想些多 4. 甘願伴你一生 5. 無人惜甲你疼 6. 夢一生 7. 支那之夜（日語） 8. 欲離開的時陣 9. 到底想按怎講 10. 雨聲 11. 一生的過程 12. 一世情緣 13. 追情（卡拉） 14. 多情（卡拉） |
| 1997年       | 《我無醉啦》                  | 豪記唱片 | 曲目 1. 我無醉啦！ 2. 我是無心的人 3. 跳恰恰 4. 愛情無半價 5. 臺灣海峽 6. 愛你一萬年 7. 愛情看乎開 （龍千玉VS蔡一紅） 8. 你是阮愛的人 9. 相思批 10. 酒與淚 11. 一定要贏 12. 愛情最後一齣戲 13. 我無醉啦！（卡拉） 14. 我是無心的人（卡拉） |
| 1998年       | 《龍的演歌（1）夢中人》       | 豪記唱片 | 曲目 1. 夢中人 台視連續劇 世間查某人片尾曲 2. 烏龍茶 (壽喜燒) 3. 無情人 (夢難留) 4. 緣投囝仔 5. 重逢的港口 6. 情深愛是苦 (我在你左右) 7. 祝福的酒 (祝你順風) 8. 淚甲雨 (淚的小雨) 9. 感情的債 10. 愛情多一歲 |
| 1998年       | 《龍的演歌（2）情路》         | 豪記唱片 | 曲目 1. 尚愛的人 2. 情路 3. 青春美夢 4. 無怨無恨 5. 重逢高雄港 6. 秋風吹 7. 夢難圓 8. 為你搬心 9. 失落的過去 10. 初戀花 |
| 1999年       | 《龍的演歌（3）愛你的人》     | 豪記唱片 | 曲目 1. 愛你的人 2. 寂寞的路燈 3. 再會滴答滴 4. 何必再想你 5. 甘猶原真心對待 6. 無聲的相辭 7. 只要你喜歡 8. 等君 9. 花開等後冬 10. 愛你的人(獨唱) |
| 1999年       | 《龍的演歌（4）風微微情綿綿》 | 豪記唱片 | 曲目 1. 風微微情綿綿 2. 愛就愛到老 3. 母子情 4. 唯一的愛 5. 難忘的舊情 6. 啥人對愛情無貪心 7. 美麗的故鄉 8. 昨瞑的夢 9. 愛情十字架 10. 胭脂 |
| 2000年       | 《一切甘是天意》              | 豪記唱片 | 曲目 1. 一切甘是天意 2. 隨人 3. 你的笑容變了 4. 情歌 5. 新娘不是我 6. 愛的等路 （龍千玉VS葉佳修） 7. 情深2000年 8. 叫你的名 9. 女人的夢 10. 誰人心祙痛 |
| 2001年       | 《異鄉之戀》                  | 豪記唱片 | 曲目 1. 異鄉之戀 2. 男人情女人心 （龍千玉VS袁小迪） 3. 同心船 4. 千里路萬里情 5. 茫茫的世界 6. 愛著一個不該愛的人 7. 離別的酒 8. 藝旦 9. 麥擱越頭 10. 永浴愛河 11. 異鄉之戀（卡拉） 12. 男人情女人心(卡拉) 13. 龍的演歌(5女人花演奏版) 14. 龍的演歌(6演藝舞臺演奏版) |
| 2002年       | 《龍的演歌（5）牽手做陣行》   | 豪記唱片 | 曲目 1. 牽手做陣行 （龍千玉VS蔡小虎） 2. 再會夜都市 3. 女人花 4. 時機造英雄 5. 世間路 （龍千玉VS蔡小虎） 6. 今夜的月娘 7. 有嘴無心 8. 醉比醒卡好 9. 病相思 10. 真情無後悔 11. 失戀歌（薩克斯風演奏版） 12. 真心只愛你（薩克斯風演奏版） |
| 2002年       | 《龍的演歌（6）真心只愛你》   | 豪記唱片 | 曲目 1. 真心只愛你（龍千玉VS蔡小虎） 2. 演藝舞臺 3. 舊情 4. 溪水情 5. 玫瑰紅 6. 勇敢的女性 7. 為君憂為君愁 8. 媽媽的心 9. 失戀歌 10. 來生再來 11. 牽手做陣行(薩克斯風演奏版) 12. 時機造英雄(薩克斯風演奏版) |
| 2003年       | 《問花》                      | 豪記唱片 | 曲目 1. 問花 2. 癡情誰人知 3. 小鳥 4. 風箏 5. 我的心我的夢 6. 三言二語 7. 一聲無奈 8. 幸福無地找 9. 無你卡自由 10. 愛人 11. 癡情亦孤單 12. 地下情 13. 將心送別人 14. 為愛捧杯 15. 問花（浪漫吉他演歌版） 16. 阿郎（電視配樂） |
| 2003年       | 《阿郎》                      | 豪記唱片 | 曲目 1. 阿郎 （龍千玉VS袁小迪） 2. 紅紅的酒 （龍千玉VS蔡小虎） 3. 破鏡重圓 （龍千玉VS翁立友） 4. 問愛情 （龍千玉VS澎恰恰） 5. 等愛的人 （龍千玉VS蔡小虎） 6. 査某人的心 （龍千玉VS高向鵬） 7. 等待你一生 （龍千玉VS傅振輝） 8. 請你著放棄 （龍千玉VS傅振輝） 9. 只有你瞭解我 （龍千玉VS袁小迪） 10. 日迌人的舞臺 （龍千玉VS傅振輝） 11. 今年的冬天特別冷（龍千玉VS翁立友） 12. 愛人是兄弟 （龍千玉VS高向鵬） 13. 問花（電視配樂） |
| 2005年       | 《風中的玫瑰》                | 豪記唱片 | 曲目 1. 風中的玫瑰 2. 等你 3. 心相軟 4. 卡苦也著放 5. 海中船 6. 舞伴不是你 7. 多情人 8. 一世情緣 9. 真情 10. 我真想你 11. 鳳凰花 12. 結緣 |
| 2006年       | 《男人情女人心》              | 豪記唱片 | 曲目 1. 夢中的情人 （龍千玉VS蔡小虎） 2. 蝴蝶夢 （龍千玉VS蔡小虎） 3. 男人情女人心（龍千玉VS袁小迪） 4. 情深深 （龍千玉VS袁小迪） 5. 阿郎 （龍千玉VS袁小迪） 6. 三角戀 （龍千玉VS傅振輝VS黃思婷） 7. 相逢的酒 （龍千玉VS蔡小虎） 8. 酒後吐真言 （龍千玉VS蔡小虎） 9. 霧 （龍千玉VS傅振輝） 10. 半知！半瞭解（龍千玉VS高向鵬） 11. 若是有緣 （龍千玉VS傅振輝） 12. 夢中來安慰 （龍千玉VS翁立友）                                   |
| 2006年       | 《不如甭熟悉》                | 豪記唱片 | 曲目 1. 情關難離 2. 不如甭熟悉 3. 傷痕 4. 鄉愁 5. 半邊月 6. 心掛意無路用 7. 愛你無惜代價 8. 第三杯酒 9. 輸人不輸陣 10. 落葉情 11. 何時來離開 12. 一領情網 |
| 2006年2月1日 | 《美麗的錯誤》                | 豪記唱片 | 曲目 1. 美麗的錯誤 （龍千玉VS蔡小虎） 2. 愛了無後悔 （龍千玉VS翁立友） 3. 情深深緣薄薄 （龍千玉VS俞隆華） 4. 海中沙 （龍千玉VS陳百潭） 5. 唱出永遠的生命 （龍千玉VS高向鵬） 6. 望你保重 （龍千玉VS傅振輝） 7. 雨綿綿 （龍千玉VS蔡小虎） 8. 酒中花 （龍千玉VS翁立友） 9. 用心愛過的人 （龍千玉VS蔡小虎） 10. 重逢等何時 （龍千玉VS陳百潭） 11. 落日的夕陽 （龍千玉VS俞隆華） 12. 千山萬水 （龍千玉VS高向鵬）                       |
| 2007年       | 《錯愛》                      | 豪記唱片 | 曲目 1. 錯愛 2. 雲罩月 (龍千玉vs蔡小虎) 3. 一生的愛 4. 用心交陪 (龍千玉vs翁立友) 5. 隨在天歡喜 6. 酒滲水 7. 進退兩難 8. 情人橋 9. 將你放袂記 10. 束縛 |
| 2007年       | 《一世情緣》                  | 豪記唱片 | 曲目 1. 一世情緣 2. 多情 3. 我無醉啦 4. 我是無心的人 5. 最難忘的人 6. 是你辜負我 7. 總是愛忍耐 8. 一串項鍊 9. 黃昏相思曲 10. 同心圓 11. 牽掛 12. 天涯癡情夢 |
| 2008年       | 《只愛你一個》                | 豪記唱片 | 曲目 1. 只愛你一個 2. 抹凍無你(龍千玉VS蔡小虎) 3. 情夢啊情網 4. 今生今世(龍千玉VS翁立友) 5. 放舍 6. 女人心 7. 愛你尚深 8. 心痛的愛 9. 出路 10. 夜花 |
| 2009年       | 《珍惜》                      | 豪記唱片 | 曲目 1. 珍惜 2. 愛情 3. 紅塵緣 （龍千玉VS蔡小虎） 4. 找巢 （龍千玉VS翁立友） 5. 旅途 6. 最後的舞伴 7. 雪花夢 8. 空白紙 9. 愛情一百分 10. 胭脂水粉 |
| 2010年       | 《用心》                      | 豪記唱片 | 曲目 1. 用心 2. 落花淚 （龍千玉VS蔡小虎）國台語對唱 3. 相逢夢何時 4. 無可能 5. 醉無罪 6. 白賊話 7. 半邊月半邊圓 8. 落雨天 9. 心內有話千萬句 10. 雨水 |
| 2011年       | 《卡將喲》                    | 豪記唱片 | 曲目 1. 卡將喲 2. 江山美人 (龍千玉vs袁小迪) 3. 送給你 4. 續緣 (龍千玉vs袁小迪) 5. 紅塵淚 (龍千玉vs李明洋) 國台語對唱 6. 雙雙 7. 黑棗紅棗 8. 甘講是天意 9. 問君 10. 莫生氣 |
| 2012年       | 《幸福之戀》                  | 豪記唱片 | 曲目 1. 女神龍 2. 幸福之戀 3. 忘川河 4. 放你去自由飛 5. 舞臺人生 6. 尚美的人 7. 夢中女 8. 祝你一帆風順(龍千玉VS江志豐) 9. 組曲（1.一串項鍊2.最難忘的人3.是你辜負我4.海中網5.風箏） |
| 2013年       | 《故鄉之戀》                  | 豪記唱片 | 曲目 1. 笑看人生 2. 故鄉之戀 3. 美麗的相逢 4. 千石橋 （VS江志美） 5. 純情美夢 6. 水中花 7. 祝你幸福 8. 背影 9. 明天 10. 情來緣去 |
| 2014年       | 《今生未了情》                | 豪記唱片 | 曲目 1. 今生未了情 2. 美麗的鏡頭(& 江志美) 3. 幸福花 4. 輕風 5. 故鄉的金針花 6. 上岸 7. 傷心的海岸 8. 他鄉的雨 9. 微笑看世界 10. 一葉知秋(國) |
| 2015年       | 《歲月》                      | 豪記唱片 | 曲目 1. 幸福的最後 2. 歲月 3. 美麗的花 4. 唱人生 5. 好姐妹 6. 手中心 7. 生命的太陽 8. 感謝你 9. 人生是一條河 10. 日出常在 |
| 2017年       | 《你不孤單》                  | 豪記唱片 | 曲目 1. 曼陀羅 2. 漂泊風聲 3. 祈禱平安 4. 你不孤單 5. 蝴蝶飛 6. 我的歌為你唱 7. 水雲煙 8. 溫暖的祝福 |
| 2017年       | 《陪阮到老》                  | 豪記唱片 | 曲目 1. 陪阮到老 2. 天生自然(& 曹西平) 3. 手心 4. 愛珍惜 5. 鹹酸甜 6. 驕傲必敗 7. 思念借過 8. 平凡 |
| 2018年       | 《時代佳人》                  | 豪記唱片 | 曲目 1. 紅顏美人 2. 時代佳人(民視八點檔 大時代片尾曲) 3. 今生我愛過 4. 尚深的愛 5. 愛情的空城 6. 緣薄情深 7. 一生的伴 |
| 2019年       | 《多情蝴蝶》                  | 豪記唱片 | 曲目 1. 求佛 2. 多情蝴蝶(& 陳隨意) 3. 望春 4. 八字 5. 溫柔無過溪 6. 嘸愛啦 7. 純白女人夢 8. 夢中的情批 |
| 2020年       | 《出嫁》                      | 豪記唱片 | 曲目 1. 出嫁(民視八點檔 多情城市片尾曲) 2. 一磚一瓦(& 楊哲) 3. 你有我 我有你 4. 雨中相思 5. 多情玫瑰花 6. 人生若舞台 7. 夢醒擱想起 8. 月娘的目眉 |
| 2022年       | 《九月玫瑰》                  | 豪記唱片 | 曲目 1. 九月玫瑰(民視八點檔 黃金歲月片尾曲) 2. 尪仔某(& 劉信明) 3. 人生月台 4. 醉沉香 5. 人生的旅途 6. 流金歲月 7. 註定無不對 8. 點一支香 |
| 2022年       | 《夢中的思念》                | 豪記唱片 | 曲目 1. 夢中的思念(民視八點檔 市井豪門片尾曲) 2. 煙雨江南(& 李學宸) 3. 歲月的河 4. 巴比Q了(& 安安、艾艾) 5. 我愛媽媽 6. 女人的期待 7. 永遠的靠山 8. 猶原 |
| 2023年       | 《十一號碼頭》                | 豪記唱片 | 曲目 1. 十一號碼頭 2. 彩虹花(&葉諾帆) 3. 陪你說往事 4. 龍的情歌 5. 萍水相逢 6. 憨媽媽 7. 三角窗 8. 幸福人生 |
| 2025年       | 《尚水的愛》                  | 豪記唱片 | 曲目 1. 尚水的愛 2. 心刻你名字(&柯俊傑) 3. 愛情若煙火 4. 月光 5. 阮的心像玻璃 6. 相思醉 7. 不免煩惱我 8. 自然緣投自然美麗 |

## 獎項紀錄
| 年份   | 獲提名           | 獎項                              | 結果 |
| ------ | ---------------- | --------------------------------- | ---- |
| 1993年 | 《愛你無惜代價》 | 第5屆金曲獎最佳方言歌曲女演唱人獎 | 提名 |

## 廣告作品
- 橡木桶洋酒勞德（Lauder's）老爺威士忌 (與蔡小虎)
- 金慧聲伴唱機
- 大唐國際影音多媒體科技大唐伴唱機
- NIKKO日光御用級尊爵按摩椅
- 米蘭房地產
- 優視媒體行銷台語流行音樂合輯《台語情歌王》

## 備註
1. ↑   羅時豐在康熙來了(2015.07.03)上表示，Linda取自綽號「龍大」的諧音

## 外部連結
- 龍千玉粉絲團 - Linda fans club的Facebook專頁
- 龍千玉的Instagram帳戶
- YouTube上的龍千玉 豪記官方專屬頻道